# 디옥시사이티딘 이인산
디옥시사이티딘 이인산(영어: deoxycytidine diphosphate, dCDP)은 뉴클레오사이드 이인산의 한 종류이다. 디옥시사이티딘 이인산은 5탄당의 2'탄소 상의 하이드록시기(-OH)가 수소 원자(-H)로 치환된 디옥시리보스이며, 디옥시사이티딘 삼인산(dCTP)보다 인산기가 하나 더 적다.
2'-디옥시사이티딘 이인산은 2'-디옥시사이티딘 이인산이라고도 하며, dCDP로 줄여서 표기할 수도 있다.

## 같이 보기
- DNA
- 보조 인자
- 사이토신
- 사이티딘
- 디옥시사이티딘
- 디옥시사이티딘 일인산
- 디옥시사이티딘 삼인산

## 더 읽을거리
- Kennedy, Eugene P.; Louise Fencil Borkenhagen; Sylvia Wagner Smith (1959). “Possible Metabolic Functions of Deoxycytidine Diphosphate Choline and Deoxycytidine Diphosphate Ethanolamine” (PDF). 《Journal of Biological Chemistry》 234. 1998–2000면.
- Reichard, Peter (1962). “Enzymatic Synthesis of Deoxyribonucleotides: I. FORMATION OF DEOXYCYTIDINE DIPHOSPHATE FROM CYTIDINE DIPHOSPHATE WITH ENZYMES FROM ESCHERICHIA COLI” (PDF). 《Journal of Biological Chemistry》 237. 3513–3519면..